# Conde Wen
O conde Wen, também conhecido como rei Wen (em chinês 周文王 ou Zhōu Wén Wáng, embora jamais tenha reinado), 1112–1050 a.C., foi o fundador da dinastia Zhou (em chinês, 周朝 ou Zhōucháo), que derrubou a anterior dinastia Shang. É hoje muito lembrado, também, por suas importantes contribuições para a interpretação do I Ching.

## Vida
Wen (lit. "o Erudito" ou "o Literato"), cujo nome de família era Ji (em chinês, 姬 ou jī), nascido Chang, era o filho mais velho de Ji Jili e de Tairen, e neto de Ji Dan, o "Velho Duque Danfu", governante do estado de Zhou, localizado no noroeste da China durante a dinastia Shang (1600-1046 a.C.). Wen assumiu o estado quando seu pai, renomado e temido por suas vitórias militares, foi morto numa emboscada nas mãos do rei Wending de Shang, que o considerava uma ameaça, por volta do ano 1100 a.C..
Wen casou-se com Taisi (太姒 ou Tàisì), com quem teve dez filhos e uma filha, sendo os mais famosos Fa, rei Wu de Zhou (周公武 ou Zhōu Gōng Wǔ) e Dan, duque Wen de Zhou  ou Zhōu Gōng Dàn). Além desses, teve pelo menos oito filhos com suas concubinas e um número desconhecido de filhas.
A segunda metade da longa gestão de Wen, durante a qual ficou mais famoso, se deu durante o reinado do último rei de Shang, Dixin, chamado pejorativamente de Zhòu (lit. "o Tirano"), um déspota temido por sua crueldade. Nessa época, Zhòu estabeleceu três de seus nobres mais poderosos para serem ministros e suseranos das três regiões geográficas do reino, tornando Wen ministro do Ocidente, e o marquês de Jiu e o marquês de E se tornaram ministro do Oriente e ministro do Sul, respectivamente. O propósito dessa divisão era facilitar a administração do reino e simplificar as relações dos nobres com o rei, com os três suseranos ficando responsáveis por representar os interesses dos seus nobres subalternos. Os suseranos também coordenavam campanhas militares envolvendo as suas respectivas regiões (não havia ministro do Norte).
Quando o rei Zhòu se tornou negligente com as questões de estado e passou a investir seu tempo em banquetes, orgias e festas a partir de meados do seu reinado de três décadas, o marquês de Jiu decidiu enviar-lhe sua filha para tentar aconselhá-lo de perto a rever suas prioridades. Porém o rei sentiu-se insultado e matou a garota; matou também seu pai, que "foi eviscerado como um animal no abatedouro", e diante disso o marquês de E protestou veementemente e pôs em dúvida a sanidade do monarca. Como consequência, também foi condenado à morte, e "foi fatiado em tiras e pendurado ao sol para secar". Quando foi informado sobre a morte brutal de seus colegas, Wen questionou se eles realmente mereceram tamanha crueldade, e queixou-se ao marquês de Chong, chamado Hu, perguntando-lhe o que achava. Porém Hu, que era rival de Wen e amigo do rei Zhòu, revelou a desconfiança de Wen e insistiu que ele representava uma ameaça para o reino. Por isso o rei Zhòu decidiu encarcerá-lo em Youli, uma cidade localizada perto da capital de Shang, Zhaoge, de onde Wen poderia ser vigiado. Na mesma época, Zhòu ordenou a morte de Boyi Kao, o filho mais velho e herdeiro de Wen, que estava naquele momento em visita a Zhaoge. Ele fatiou Boyi Kao em pedaços e forçou seu pai a comer bolinhos feitos com a sua carne.
Wen passou dois, três ou sete anos exilado em Youli (as fontes divergem). Durante esse período ele se dedicou a estudar os símbolos do I Ching. É dele a ideia de nomear cada um dos 64 hexagramas e escrever textos curtos que os acompanhassem (os chamados "Julgamentos"), elaborada nessa época. Segundo lendas e rumores históricos, Wen cumpriu seu tempo no cárcere com total serenidade. Ele não incitou revolta na população, mas aceitou a imposição do rei pacientemente, sabendo que a sua hora de vingança não havia chegado. Conta-se que ele dedicava seu tempo na cidade a educar os camponeses, ensinando-os a ler e escrever e a tocar a cítara, e que insistia em ser chamado apenas por seu nome, Chang. Assim ele ganhou a admiração do povo, que passou a simpatizar com a sua condição e clamar pela sua superação do inimigo.
Tempos depois da morte de Boyi Kao, os ministros Hong Yao e Sanyi Sheng (que trabalhavam para a família de Wen em Zhou) temeram pela vida de seu senhor. Eles saíram em viagem pela China em busca de obter a sua libertação. Eles reuniram uma garota jovem e bela do clã yuxin, um garanhão branco robusto do povo rong de Li e nove parelhas de cavalos de corrida da tribo yuxiong, e também ouro, jóias, seda e outras preciosidades, e levaram tudo para o logradouro do rei Zhòu em Zhaoge, Lutai (lit. Torre do Cervo). Lá eles subornaram o eunuco Feizhong, o favorito do rei, para apresentar os presentes. O rei ficou tão encantado com a generosidade de Wen e com a devoção de seus servos que aceitou revogar o seu banimento, porém para chegar a essa decisão foram essenciais o consentimento de Feizhong (a quem o rei sempre escutava) e as notícias de que Wen falava somente coisas boas a seu respeito e não instigava rebeldia. Por conta disso o rei convocou seu vassalo para vê-lo em Zhaoge, e disse ter cometido um erro ao tratá-lo daquela maneira. Ele então ofereceu a Wen o seu machado de mão, o seu arco e a sua aljava, e por último um grande machado de batalha que simbolizava a autoridade real de Shang em batalha. Com esses presentes, deu a Wen a prerrogativa de fazer guerra contra quem quisesse livremente, visando assim defender a dinastia Shang de seus inimigos, e deu a ele o título supremo de Xibo (lit. Conde do Ocidente). Wen pediu ao rei um último favor, para que abolisse o método de punição conhecido como paolao (lit. Pilar de Fogo), e o rei concordou.
Wen retornou para sua casa no seu quadragésimo quarto ano como governante de Zhou, no ano 1056 a.C..
No ano seguinte, delegados dos estados de Yu e Rui vieram à sua procura para pedir que intermediasse uma disputa de terras entre os dois estados. No fim, percebendo que a sua disputa era fútil, pois as terras eram pequenas e improdutivas, por incentivo de Wen os governantes dos dois estados concordaram em abrir mão de suas reivindicações em gesto de conciliação. As terras ficaram então conhecidas como Campos de Pousio. Ao ouvirem sobre essa história, vários nobres de outros estados começaram a tomar Wen como referência para resolver seus conflitos, e aqueles insatisfeitos com o governo do rei Zhòu começaram a chamá-lo furtivamente de rei em seu lugar. Posteriormente, considerou-se que a solução da disputa entre Yu e Rui marca a data do recebimento do Mandato Celestial por Wen, que então teria adquirido o direito de governar a China por decreto divino.
No ano seguinte, Wen encontrou Jiang Ziya enquanto este pescava sem isca e sem anzol na margem do rio Pan. Reconhecendo nele um homem sábio e instruído, Wen o recrutou como oficial de guerra. No mesmo ano, uma incursão dos bárbaros quanrong vindos do oeste foi repelida por Wen. No ano seguinte, os estados de Ruan e Gong pediram a ajuda de Wen para enfrentar o governante de Mixu, que vinha assediando seus estados constantemente e os coagindo a assinar tratados unilaterais. Vendo uma chance de expandir seu território na direção de Shang, Wen invadiu Mixu e tomou aquele estado. Ruan e Gong então se tornaram vassalos de Zhou.
No ano seguinte, Wen invadiu o estado de Li, aliado de Shang, localizado no extremo sul das montanhas Taihang na guarda da passagem de Huguan, que era um ponto estratégico para defesa e fornecia passagem para mais conquistas no leste. O rei Zhòu ignorou esse ataque, mesmo com seus oficiais insistindo que Wen estava vindo em sua direção. No ano seguinte, Wen fez guerra contra E, o estado outrora governado por seu colega assassinado, o marquês de E. Ao atacar esse estado, que vinha em rebelião contra a dinastia Shang, Wen pretendia não apenas controlar a região sul do reino como também criar uma distração, fazendo parecer que seu objetivo realmente se limitava a destruir os inimigos de Shang.
No ano seguinte, porém, Wen atacou Chong, o estado de Hu, marquês de Chong, que o caluniara para o rei anos antes. Após a batalha mais difícil da sua carreira, Wen tomou aquele estado e executou o marquês de Chong. Ao concluir esse último passo, ele havia adquirido domínio direto e indireto sobre dois terços de todo o reino. Também havia eliminado o mais poderoso dos aliados de Shang, e obtido acesso ao vau de Meng, uma região do rio Amarelo onde o curso da água é largo e raso, o bastante para ser atravessado a pé. Aquele trecho do rio era uma rota estratégica de invasão das regiões centrais da China, e ficava próxima de Zhaoge. Naquele mesmo ano, Wen moveu sua capital de Qixia, no extremo oeste, para uma beira de rio próxima ao vau de Meng, onde construiu Feng e estabeleceu a sua nova capital, colocando Zhaoge sob ameaça iminente. No ano seguinte, porém, Wen morreu antes que pudesse atravessar o vau e terminar a guerra. Ele foi sucedido por seu segundo filho, Ji Fa, que se tornou o rei Wu de Zhou. Seu filho terminou a guerra quatro anos depois, impondo ao rei Zhòu uma derrota esmagadora na Batalha de Muye e fundando a dinastia Zhou.